# Pierre Capelle
Pour les articles homonymes, voir Capelle.

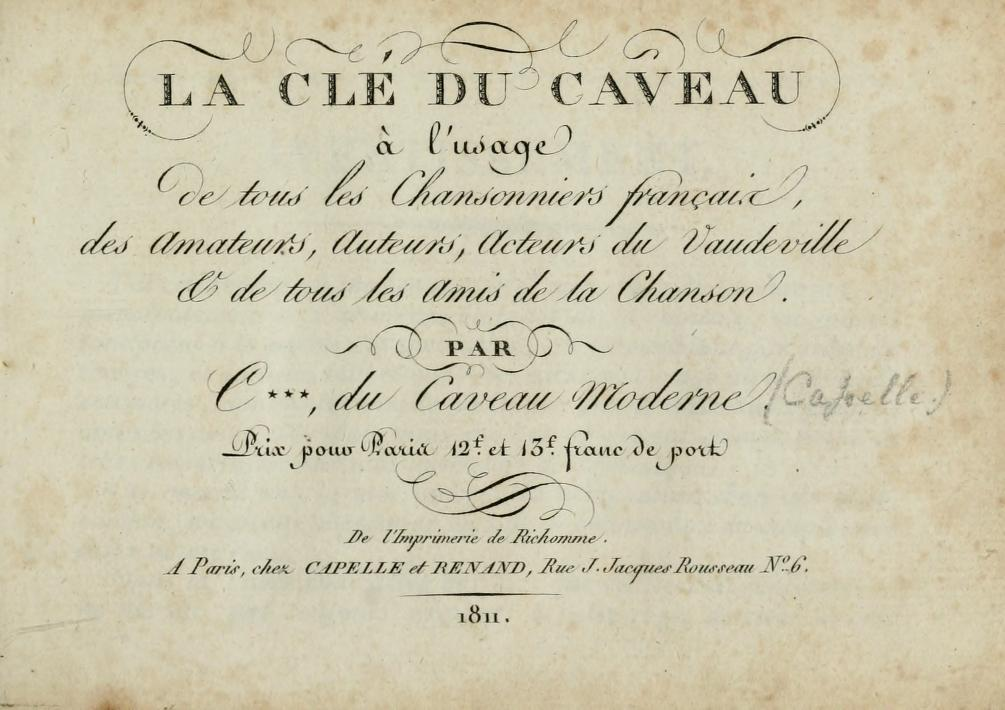
La clé du Caveau, recueil de timbres édité par Pierre Capelle en 1811.

Pierre Capelle (Montauban, 4 novembre 1770 - Paris, 4 octobre 1851) est un chansonnier, goguettier et écrivain français.

## Biographie

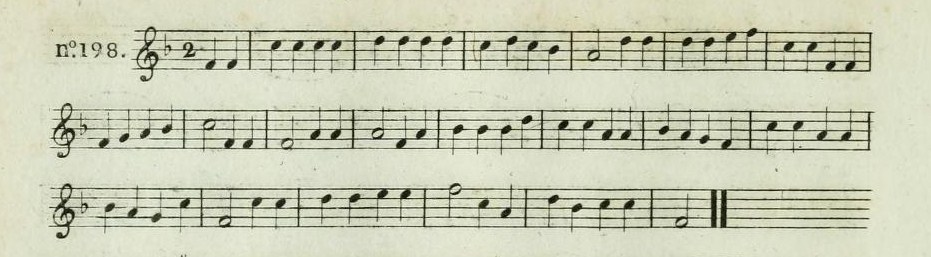
Un air de La clé du Caveau.

Fils d'un maître ès arts, il travaille d'abord dans une imprimerie avant de devenir libraire à Paris en 1798. En 1800, il est emprisonné deux mois à la prison du Temple pour avoir publié une vie de Marie-Antoinette. Breveté libraire le 1er octobre 1812, il est Inspecteur de la librairie de 1818 à 1830.
En 1806, avec Armand Gouffé, il ressuscite le défunt Caveau, célèbre goguette, en créant le Caveau moderne.
En 1811, il publie un  recueil de timbres resté très longtemps célèbre : La clé du Caveau, à l’usage de tous les chansonniers français, des amateurs, auteurs, acteurs du vaudeville & de tous les amis de la chanson. Comptant 518 pages et 891 airs notés, il est appelé par les spécialistes La clé du Caveau ou : le recueil de Capelle.
Le Caveau moderne disparaît en 1817. En 1825, Capelle, sous la présidence de Désaugiers, fait à nouveau renaître le Caveau de ses cendres, chez le restaurateur Lemardelay, sous le titre de Réveil du Caveau. Cette tentative s'interrompe avec la mort de Désaugiers, qui en était l'âme, et qui disparaît le 11 août 1827.
Les pièces de Capelle furent représentées au Théâtre du Vaudeville.

## Œuvres
Chansonnier, on lui doit aussi de nombreux vaudevilles ainsi que des écrits de circonstances :
- Bébée et Jargon, rapsodie en un acte, en prose, mêlée de couplets, 1797
- Âneries révolutionnaires, ou Balourdisiana, bêtisiana, etc. etc. etc., Paris, 1801-1802 (lire en ligne)
- Elle et lui, comédie en 1 acte mêlée de vaudevilles, avec Théaulon, 1813
- La Vieillesse de Fontenelle, comédie-anecdote en un acte, avec Henri-François Dumolard, 1814
- Gascon et Normand, ou les Deux soubrettes, comédie en 1 acte, mêlée de vaudevilles, avec Théaulon, 1816
- La Journée aux aventures, opéra-comique, en trois actes, en prose, 1816
- Les Deux Gaspard, comédie-vaudeville en un acte, 1817
- La Fête de la reconnaissance, impromptu en vaudevilles, avec Nicolas Brazier, 1817
- Encore une folie ou la Veille du mariage, comédie-vaudeville en 1 acte, avec Gabriel de Lurieu, 1818
- Contes, anecdotes, chansons et poésies diverses, 1818
- La Clef du Caveau, 1811
- L'Autre Henri, ou l'An 1880, comédie en 3 actes, en prose, avec Emmanuel Théaulon et Fulgence de Bury, 1820
- L'Ermite de Saint-Avelle, ou le Berceau mystérieux, vaudeville en 1 acte, avec Théaulon, 1820
- Chanson de la berceuse du duc de Bordeaux, 1822
- Dictionnaire de morale, de science et de littérature, ou Choix de pensées ingénieuses et sublimes, de dissertations et de définitions, 1824
- Le Tambour de Logrono, ou Jeunesse et Valeur, tableau historique en 1 acte, mêlé de couplets, avec Paul Auguste Gombault, 1824
- Manuel de la typographie française, 1826
- La Veuve de quinze ans, comédie-vaudeville en un acte, avec Théaulon, 1826
- Chansonnier des Muses
- Abrégé de l'histoire de Paris, 1834
- L'Amitié, discours en vers libres, 1850
- Le 6 juin 1825. Rentrée de Charles X dans sa capitale après la cérémonie du sacre, s.d.
- A-Propos sur le rétablissement du trône des Bourbons en France, s.d.
- Couplets adressés par un grenadier de la Grande Armée à ses camarades, s.d.
- Discours de Jérôme Farine, membre honoraire de la Société des forts de la Halle, à ses camarades et aux bouquetières de la rue aux Fers, réunis à la Courtille, s.d.
- Ma profession de foi épicurienne, ronde de table, s.d.
- Physiologie de la noce, ou C'est toujours la même chanson, s.d.
- Tout roule dans ce monde, s.d.